# José Manuel Fernández Nieves
José Manuel Fernández Nieves (Langreo, 28 ottobre 1947) è un ex calciatore e allenatore di calcio spagnolo, di ruolo portiere.

## Carriera
Nativo della località di Lada, nel comune asturiano di Langreo, muove i primi passi da professionista difendendo i pali del club locale, l'Unión Popular de Langreo, militante nella Segunda División spagnola.
Nel 1968 viene ingaggiato dal Real Saragozza, squadra in cui rimane per più di un decennio.
A 33 anni lascia il Real Saragozza per poi chiudere la sua carriera con la maglia del Club Deportivo Binéfar, un club aragonese militante nelle divisioni inferiori spagnole, ritirandosi nel 1984.
Dopo il ritiro, allena le giovanili del Real Saragozza, sedendosi in un'occasione anche sulla panchina della prima squadra, per una sola partita, nel 1996.

## Palmarès

### Giocatore

#### Competizioni nazionali
- Segunda División spagnola: 1

Real Saragozza: 1977-1978